# Liquidität
Liquidität (lateinisch liquidus, „flüssig“) ist in der Wirtschaft die Fähigkeit von Wirtschaftssubjekten, jederzeit ihren Zahlungsverpflichtungen aus Schulden uneingeschränkt nachkommen zu können oder die Eigenschaft von Wirtschaftsobjekten, jederzeit liquidierbar zu sein. Liquidität bezeichnet deshalb auch die Verfügbarkeit über genügend Zahlungsmittel.

## Allgemeines
Wirtschaftssubjekte sind Privathaushalte, Unternehmen sowie der Staat mit seinen Untergliederungen. Sie alle müssen sich um ihre Liquidität kümmern, sobald sie Schuldner sind. Die Liquidität ist das Ergebnis der privaten Liquiditätsrechnung (Privatpersonen, Privathaushalte); bei Unternehmen heißt die Liquiditätsrechnung Kapitalfluss- oder Cash-Flow-Rechnung, bei öffentlichen Haushalten Finanzrechnung. Zur Aufrechterhaltung der Liquidität verfügen sie über Wirtschaftsobjekte wie Vermögensgegenstände (etwa Kassenbestand, Bankguthaben, Forderungen, Anlagevermögen) oder unausgenutzte Kreditzusagen. Wirtschaftsobjekte sind liquide, wenn sie auf einem aktiven Markt jederzeit veräußert werden können. Liquidität ist deshalb eine Eigenschaft von Vermögensgegenständen und kennzeichnet deren Geldnähe, also die Möglichkeit, sie direkt oder nach Umwandlung als Zahlungsmittel zu verwenden.

## Betriebswirtschaftslehre
In der Betriebswirtschaftslehre ist Liquidität die Fähigkeit eines Wirtschaftssubjekts, seine fälligen Verbindlichkeiten jederzeit (fristgerecht) und uneingeschränkt begleichen zu können. Die Liquidität gehört neben Rentabilität, Sicherheit, Unabhängigkeit oder Gewinnmaximierung zu den wichtigsten Unternehmenszielen.
Die Liquidität besteht bei Unternehmen aus drei Teilaspekten, der Zahlungsfähigkeit, der Liquiditätsreserve und der Liquidierbarkeit. Die Zahlungsfähigkeit ist gewährleistet, wenn der Zahlungspflichtige jederzeit seinen Zahlungsverpflichtungen uneingeschränkt nachkommen kann. Jeder beliebige Vermögensgegenstand – auch ungenutzte Kreditzusagen – erfüllt die Funktion einer Liquiditätsreserve (Zahlungsmittelbestand), wenn sie kurzfristig liquidierbar sind und zu zusätzlichen Einnahmen führen; Liquidierbarkeit ist eine Eigenschaft der Liquiditätsreserven.
Nach dem Zeitraum, in dem die Verpflichtungen fällig werden, unterscheidet man zwischen kurzfristigen (unter einem Jahr), mittelfristigen (ein bis fünf Jahre) und langfristigen Verpflichtungen (über fünf Jahre). Diese Abgrenzung ist allerdings fließend und ergibt sich grundsätzlich aus dem Handelsgesetzbuch (HGB), wonach Verbindlichkeiten bis zu einem Jahr nach § 268 Abs. 5 Satz 1 HGB gesondert und Verbindlichkeiten mit einer Restlaufzeit von mehr als fünf Jahren nach § 285 Nr. 1 a HGB im Anhang ausgewiesen werden müssen.
Mangelnde Liquidität ist neben einer zu geringen Eigenkapitalquote bzw. Überschuldung die häufigste Insolvenzursache bei Unternehmungen. Liquiditätsmangel tritt häufig überraschend ein, vor allem wenn in der Unternehmung eine unzureichende Liquiditätsplanung durchgeführt wird. Gelegentlich wird die mangelnde Liquidität von der Leitung der Unternehmung noch eine Weile verschwiegen, um die Unternehmung „zu retten“. So werden dann nur noch die wichtigsten Verpflichtungen beglichen, Skontomöglichkeiten nicht ausgenutzt, Kreditlinien überzogen, keine Umsatzsteuer abgeführt, Vermögensgegenstände (unter Wert) veräußert (Notverkauf) und die Mitarbeiter erhalten ihren Lohn nicht mehr pünktlich. Diese Politik führt jedoch durch höhere Kosten zu einer immer schlechteren Bonität, die ihrerseits die Liquidität in der Zukunft weiter gefährdet und letztlich zur Illiquidität (Zahlungsunfähigkeit) führen kann.
Zu hohe Liquidität bewirkt hingegen Rentabilitätseinbußen. Wer Zahlungsmittel zu üppig hortet, nicht oder nur schlecht investiert, der kann zwar i. d. R. alle Zahlungsverpflichtungen leicht erfüllen, verzichtet aber zumindest auf die übliche Verzinsung und verliert durch Inflation einen Teil seines Vermögens.

### Statische Liquidität
Mithilfe der Liquiditätsgrade wird ein Unternehmen hinsichtlich seiner Fähigkeit untersucht, alle Zahlungsverpflichtungen fristgerecht erfüllen zu können. Ähnlich wie bei der Anlagedeckung werden auch hier Positionen der Vermögensseite mit Positionen der Kapitalseite verglichen (horizontale Bilanzstrukturanalyse).

### Dynamische Liquidität
Anhand der dynamischen Liquidität lässt sich schätzen, wie mit den vorhandenen Zahlungsmitteln und geschätzten Umsätzen über einen Zeitraum (meist ein bis drei Monate) die in diesem Zeitraum anfallenden Zahlungsverpflichtungen bedient werden können.
- {\displaystyle {\text{Dynamische Liquidität}}={\frac {({\text{Zahlungsmittel}}+{\text{Forderungen}}+{\text{geschätzte  Umsätze}})}{\text{kurzfristige Verbindlichkeiten}}}}

#### Periodenliquidität
Diese Kennzahl ergibt sich aus der Gegenüberstellung von notwendigen Zahlungsausgängen und zu erwartenden Zahlungseingängen der betreffenden Periode:
- {\displaystyle {\text{Periodenliquidität}}={\frac {\text{Zahlungsausgänge}}{\text{erwartete Zahlungseingänge}}}}

#### Liquiditätsstatus
Auf Grundlage des Zahlungsmittelbestands {\displaystyle ZMB} lässt sich der Liquiditätsstatus wie folgt ermitteln:
| Liquiditätsstatus     | Definition                      |
| --------------------- | ------------------------------- |
| Idealliquidität       | {\displaystyle ZMB_{I}=ZMB_{S}} |
| Liquiditätsüberschuss | {\displaystyle ZMB_{I}>ZMB_{S}} |
| Liquiditätsdefizit    | {\displaystyle ZMB_{I}<ZMB_{S}} |

Dabei ist {\displaystyle ZMB_{I}} der tatsächlich vorhandene Zahlungsmittelbestand (Istwert) und {\displaystyle ZMB_{S}} der geplante oder erforderliche Zahlungsmittelbestand (Sollwert).

## Marktliquidität
Die Marktliquidität erfordert
- Marktbreite (englisch market breadth) mit niedrigen Transaktionskosten in Form einer geringen Geld-Brief-Spanne,
- Markttiefe (englisch market depth) mit niedrigen Transaktionskosten für großes Marktvolumen und
- Erholungsfähigkeit (englisch market resiliancy), indem Abweichungen vom inneren Wert eines Handelsobjekts schnell korrigiert werden.

Ein liquider Markt ist durch hohe Markttiefe, Marktbreite und Erholungsfähigkeit gekennzeichnet.
Ein liquider Markt ist wertpapierrechtlich gemäß § 2 Abs. 23 WpHG ein Markt für ein Finanzinstrument oder für eine Kategorie von Finanzinstrumenten, auf dem kontinuierlich kauf- oder verkaufsbereite vertragswillige Käufer oder Verkäufer verfügbar sind und der unter Berücksichtigung der speziellen Marktstrukturen des betreffenden Finanzinstruments oder der betreffenden Kategorie von Finanzinstrumenten nach den folgenden Kriterien bewertet wird:
- Durchschnittsfrequenz und -volumen der Geschäfte bei einer bestimmten Bandbreite von Marktbedingungen unter Berücksichtigung der Art und des Lebenszyklus von Finanzprodukten innerhalb der Kategorie von Finanzinstrumenten;
- Zahl und Art der Marktteilnehmer, einschließlich des Verhältnisses der Marktteilnehmer zu den gehandelten Finanzinstrumenten in Bezug auf ein bestimmtes Finanzinstrument und
- durchschnittliche Geld-Brief-Spanne, sofern verfügbar.

Die Marktliquidität ist ein Kriterium für die Erfüllung der Marktfunktionen.
Ein aktiver Markt ist im Bilanzrecht ein liquider Markt mit homogenen Produkten und der Öffentlichkeit zugänglichen Preisen (IAS 36.5).

## Bankwesen
Wegen der besonderen Bedeutung der Liquidität im Bankwesen gibt es dort bankenaufsichtsrechtliche Vorschriften.
Die Liquiditätsverordnung (LiqV) gilt gemäß § 1 LiqV seit Januar 2018 lediglich noch für Kreditinstitute, auf welche die Bestimmungen über die Liquidität der Art. 411–428 Kapitaladäquanzverordnung (CRR) nicht anzuwenden sind. Dies trifft auf Bürgschaftsbanken, Wohnungsunternehmen mit Spareinrichtung, Wertpapierfirmen und Finanzdienstleistungsinstitute gemäß § 1 Abs. 1a KWG zu. Die LiqV stellt Zahlungsmittelbestände (unterteilt in Laufzeitbänder je nach Liquiditätsgrad; § 3 LiqV) und Zahlungsverpflichtungen (ebenfalls unterteilt in Laufzeitbänder je nach Laufzeit; § 4 LiqV) gegenüber.
Gemäß Art. 412 CRR müssen alle Kreditinstitute über liquide Aktiva {\displaystyle ZMB} verfügen, deren Gesamtwert die Liquiditätsabflüsse {\displaystyle AZ} abzüglich der Liquiditätszuflüsse {\displaystyle EZ} unter Stressbedingungen abdeckt, damit gewährleistet wird, dass sie über angemessene Liquiditätspuffer verfügen, um sich einem möglichen Ungleichgewicht zwischen Liquiditätszuflüssen und -abflüssen unter erheblichen Stressbedingungen während 30 Tagen stellen zu können. Mathematisch ergibt sich aus dieser Anforderung des Art. 412 CRR folgende Definitionsgleichung:
{\displaystyle ZMB=EZ\geq AZ}.
In Stressperioden dürfen Institute ihre liquiden Aktiva zur Deckung ihrer Netto-Liquiditätsabflüsse verwenden. Eine Meldepflicht begründet Art. 415 CRR, denn die Institute melden den zuständigen Behörden in einer einzigen Währung – unabhängig von der tatsächlichen Denomination – die in den CRR aufgezählten Bilanzpositionen und deren Bestandteile, einschließlich der Zusammensetzung ihrer liquiden Aktiva gemäß Artikel 416 CRR.
Liquide Aktiva werden nach Art. 418 CRR mit ihrem Marktwert gemeldet, vorbehaltlich angemessener Abschläge, die mindestens die Duration, das Kredit- und Liquiditätsrisiko und typische Abschläge auf Pensionsgeschäfte in allgemeinen Stressphasen des Finanzmarktes widerspiegeln.
„Stressbedingung“ des Art. 412 CRR ist im schlimmsten Falle der Bankenansturm, wenn ein Herdenverhalten der Bankkunden dazu führt, dass diese ihre Bankguthaben zur gleichen Zeit abheben wollen, bevor diese Guthaben aufgrund einer Zahlungsunfähigkeit der Kreditinstitute nicht mehr vorhanden sind. Die Angst der Anleger resultiert aus der Tatsache, dass Kreditinstitute stets mehr Buchgeld für ihre Kunden verwalten als ihnen als Bargeld zur Verfügung steht (siehe Bodensatztheorie, Fristentransformation), und deshalb zu spät kommende Anleger möglicherweise nicht mehr bedient werden können. Neuralgische Position ist die Barreserve, die von Kreditinstituten aus Rentabilitätsgründen möglichst gering gehalten wird. In den EU-Mitgliedstaaten ist die Gefahr eines derartigen Liquiditätsengpasses gering, weil die Liquiditätsvorschriften dies verhindern sollen und eine Einlagensicherung als Anleger- und Gläubigerschutz vorhanden ist.

## Organisationsmittel
In allen Unternehmensarten werden Organisationsmittel zur Liquiditätssteuerung eingesetzt. Dazu bedienen sich die Funktionen des Liquiditätsmanagements insbesondere des Liquiditätsplans, der Kapitalflussrechnung und der Liquiditätsablaufbilanz. Sie alle vergleichen Einzahlungen und Auszahlungen innerhalb einer abgelaufenen Rechnungsperiode oder eines Planungshorizonts als die einzigen liquiditätswirksamen Größen.

## Volkswirtschaftslehre

### Liquidierbarkeit von Anlagevermögen
In der Volkswirtschaftslehre, genauer in der Mikroökonomie, wird die Qualität eines Wirtschaftssubjekts betrachtet, seine Aktiva in Geld umzuwandeln. Je nach der Leichtigkeit einer Umwandlung eines Anlagegutes in Geld spricht man von unterschiedlicher Liquidierbarkeit. Dabei ist z. B. zu beachten, dass auch Liquidationskosten anfallen können. Letztlich reflektiert diese Betrachtung die o. g. betriebswirtschaftliche mit den unterschiedlichen Graden der Liquidität, wobei nun aber sämtliche Aktiva, also auch die langfristig gebundenen Finanzanlagen, beurteilt werden.
So besitzt beispielsweise ein Grundstück zwar eine relativ hohe Wertbeständigkeit, allerdings sind die Kosten für seine Umwandlung in liquide Mittel relativ hoch. Zu beachten ist dabei auch, dass der Wertverlust auf investierte Werte umso größer ist, je spezifischer die Investition ist. Muss etwa ein Stahlofen verkauft werden, der vor fünf Jahren für 20 Mio. € gebaut wurde, weil die Stahlproduktion aufgrund veränderter Rahmenbedingungen nicht mehr rentabel ist, so hat der Ofen höchstens noch einen Schrottwert, wobei dieser von den Abbruchkosten noch überstiegen werden kann. Ein altes schönes Fabrikgebäude wäre ggf. weniger spezifisch, indem auch eine alternative Nutzung möglich wäre. Es könnte z. B. in Lofts umgebaut, d. h. für Wohnzwecke erschlossen werden.
Daraus ergibt sich die auch betriebswirtschaftlich relevante Feststellung, dass der Wert von Anlagegütern zu Fortführungswerten in der Regel wesentlich höher ist als zu Zerschlagungswerten. Bei einer Unternehmensbewertung gibt es demnach hier zwei unterschiedliche Bewertungsansätze.

### Liquidität (Freier Kapitalverkehr)
Deutlich wird die Bedeutung dieser Liquiditätsbetrachtung bei der Argentinienkrise: Wenn viele Menschen eine hohe Liquidität in Form von Zentralbankgeld oder Tageseinlagen bei Kreditinstituten unterhalten, die schnell in andere Währungen transferiert werden können, so ist der freie Liquiditätssaldo der Geschäftsbanken hoch. Diese können damit weitgehend unbeeinflusst von der Zentralbank ihren binnenwirtschaftlichen Kreditschöpfungsspielraum nutzen oder die Liquidität in eine fremde Währung transferieren, was der nationalen Währung bei freier Konvertierbarkeit schadet. Deshalb werden die Zentralbank bzw. der Gesetzgeber bemüht sein, die Konvertierbarkeit der Währung weitgehend einzuschränken, um die Liquidität auf das normale Maß zu reduzieren und dadurch den Außenwert der Währung möglichst stabil zu halten.

### Liquidität (Geldmenge)
Makroökonomisch bezeichnet Liquidität die vorhandene Geldmenge, wobei {\displaystyle M1}, {\displaystyle M2} oder {\displaystyle M3} gemeint sein kann. Die Geldmenge wird von der Konjunktur, insbesondere von der Geldumlaufgeschwindigkeit und der Geldpolitik der Zentralbank beeinflusst. (Parameter L: Liquidität im IS-LM-Modell)